# Дителбрун
Дителбрун (њем. Dittelbrunn) општина је у њемачкој савезној држави Баварска. Једно је од 29 општинских средишта округа Швајнфурт. Према процјени из 2010. у општини је живјело 7.248 становника. Посједује регионалну шифру (AGS) 9678123.

## Географски и демографски подаци
Дителбрун се налази у савезној држави Баварска у округу Швајнфурт. Општина се налази на надморској висини од 240-360 метара. Површина општине износи 23,8 km². У самом мјесту је, према процјени из 2010. године, живјело 7.248 становника. Просјечна густина становништва износи 304 становника/km².